# Polaciones
Polaciones est une ville espagnole située dans la communauté autonome de Cantabrie.